# カバザクラ
カバザクラ（蒲桜、学名：Cerasus × media ‘Kaba-zakura’）は、バラ科サクラ属のサクラの栽培品種。名前の由来は源範頼の別名「蒲冠者」であり、原木に源範頼の伝承があることに因む。

## 原木
原木となる石戸蒲ザクラと呼ばれているカバザクラは、埼玉県北本市石戸宿にある東光寺の境内にあり、800年ほど前にエドヒガンとヤマザクラの自然交配により誕生したサクラである。樹齢は800年と推定され、天然記念物であり日本五大桜の1つでもある。しかし老木であり、かつて4本あった幹は今では1本と孫生えだけとなっている。この原木には源範頼の伝説がある。源範頼は修善寺で殺されたという話があるが、別の伝説もいくつかあり、そのうちの1つが石戸に逃れてきたというものである。現地では範頼が杖としてついてきたものが根付いたという伝承や、範頼自らが植えたという伝承もある。
元々は世界に1本しか存在しないサクラであったが、北本市のまちおこしによりその子孫が市内に植樹されている。
- 原木の石戸蒲ザクラ
- 同左

## 特徴
樹高は高木で樹形は傘状。一重咲きの中輪の花を咲かせ花弁の色は白色。東京の花期は4月上旬でソメイヨシノより数日遅く咲く。
- 石戸蒲ザクラの子孫樹のカバザクラ（石戸蒲ザクラ駐車場にて）
- 同左
- 同左

## 鈴鹿のがまさくら
三重県鈴鹿市には同じ漢字で読みが違う「蒲桜（がまさくら）」と呼ばれる桜がある。関係は不明だが、こちらも伝承に源範頼が関わるなどカバザクラとの共通点も見られる。